# 松永鉄五郎
松永 鉄五郎（まつなが てつごろう）は、長唄の名跡。6代目まで唄方、それ以降三味線方。

## 初代
（生年不詳 - 天保13年11月3日（1842年12月4日））
初代松永和楓の門弟。1826年に門弟に鉄五郎の名を譲り鉄翁を名乗る。

## 2代目
初代松永兼五郎が1826年に2代目鉄五郎を襲名。実子に後3代目を譲る。

## 3代目
後の5代目松永忠五郎。

## 4代目
（生年不詳 - 慶応3年（1867年））
3代目鉄五郎（後の5代目松永忠五郎）の娘婿。初名吉住平治郎。3代目鉄五郎には4代目兼五郎という実子がいたが、ある事情により家を出た為、3代目の娘のかめの婿養子となる。2代目芳村孝次郎の門下に入り芳村孝四郎となっていたが、1866年に4代目鉄五郎を継ぐも翌年死去。

## 5代目
後の2代目庄五郎。

## 6代目
後の3代目松永和楓。

## 7代目
（生年不詳 - 明治26年（1893年）7月7日）本名は松永金太郎。
3代目鉄五郎（後の5代目松永忠五郎）の孫。2代目杵屋六郎次が1877年に7代目鉄五郎を襲名。
この人より唄方より三味線方となった。三味線の音締がよい事は天下無類、曲のハコビ、ノリは、ずば抜けて上手く名人であった。と稀音家浄観が絶賛している。三味線はどんな三味線でも何とも言えない良い音を出した。この人の糸の好みが変わっていて、二と三の糸には十三匁を掛け、一の糸には二十匁の糸を掛けた。（稀音家浄観談）

## 8代目
（明治10年（1877年） - 明治42年（1909年）6月7日）
3代目和風の養子。鉄四郎が8代目鉄五郎を襲名。

## 9代目
（大正4年（1915年）8月16日 - 昭和63年（1988年）5月31日）本名は吉田実。
4代目松永和風の養子。2代目稀音家浄観の門下。6代目芳村孝次郎から1943年に9代目鉄五郎を襲名。長男が8代目松永忠五郎。